# Вурвијан (Долина Аосте)
Вурвијан је насеље у Италији у округу Долина Аосте, региону Долина Аосте.
Према процени из 2011. у насељу је живело 24 становника. Насеље се налази на надморској висини од 704 м.